# Heidelbergs slottsruin

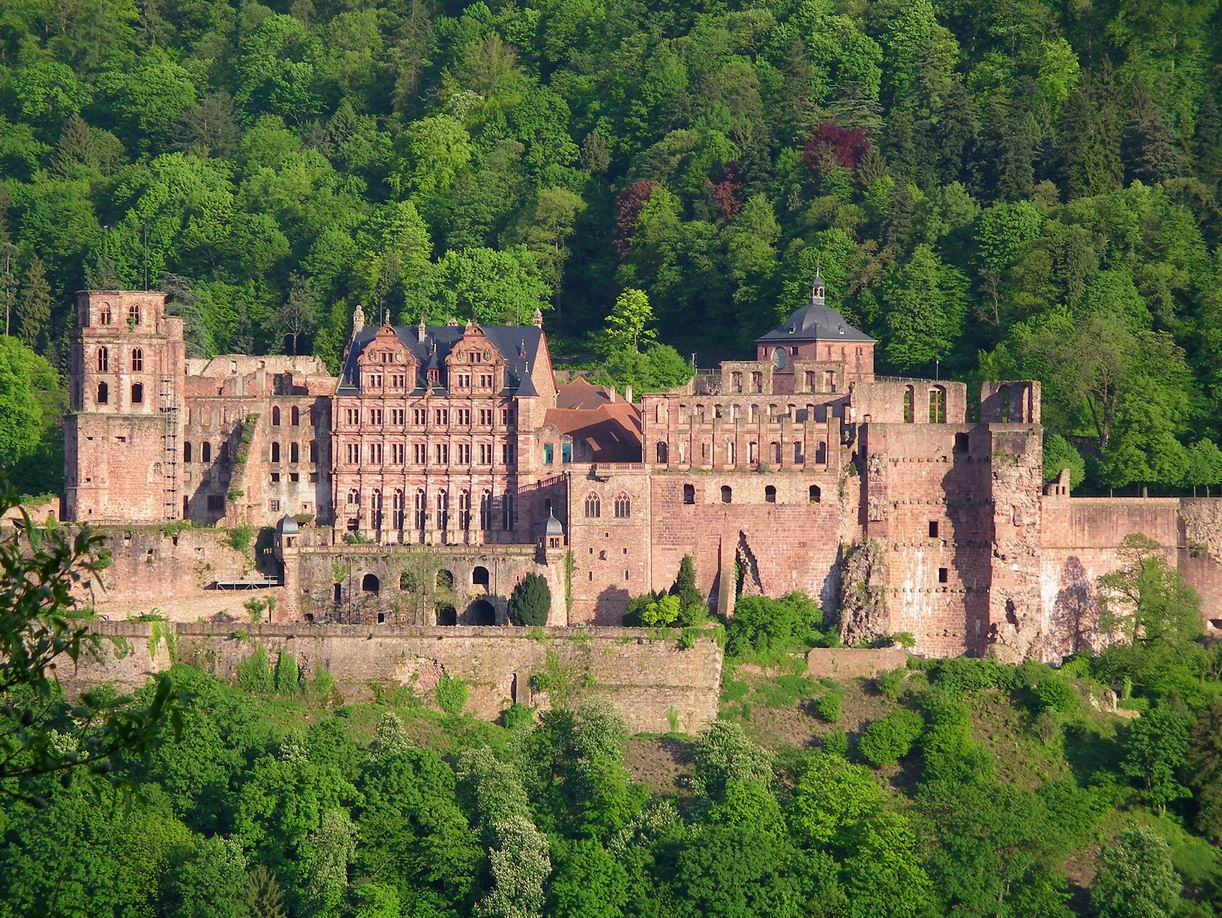
Heidelbergs slottsruin

Heidelbergs slottsruin är beläget på Schlossberg söder om staden Heidelberg i Tyskland, en utlöpare av bergsmassivet Königstuhl. Slottet var säte för kurfurstarna av Pfalz.

## Historik
Slottet påbörjades under pfalzgreven Ludwig I (1173–1231), men byggdes ut under kurfurstarna Ruprecht III (1398–1410), Otto Heinrich (1556–1559), Friedrich IV (1583–1610) och Friedrich V (1610–1621) till ett verkligt renässansslott.
Under pfalziska tronföljdskriget förstördes slottet 1689 och 1693 av fransmännen. Det återställdes delvis igen men härjades av en eldsvåda 1764.
Bland dess byggnader märks den gotiska Ruprechtsbau, Ottheinrichsbau, påbörjad 1556 i rik, dekorativ renässans och den ståtliga, men med enklare ornamentik, Friedrichsbau 1604–1607 (restaurerad omkring 1900). I den sistnämnda byggnaden ligger det av kurfursten Karl Theodor 1751 uppbyggda stora vinfatet, som rymmer 221 726 liter.
Slottsruinens röda färg beror på byggmaterialet av med fältspat blandat sandsten. Byggnaden står ungefär 80 meter över floden Neckar, på sluttningen av berget Königstuhl.
Slottskapellet Friedrichsbaukapelle (Fredrikspalatsets kapell) är i användbart skick och hyrs liksom lokalerna Kungssalen, Fatkällaren och Ottheinrichsbau samt tre utomhusgårdar ut till bröllop och andra evenemang.